# Вооружённые силы Буркина-Фасо
Вооружённые силы Буркина-Фасо (фр. Les forces armées du Burkina Faso) — военная организация, предназначенная для обеспечения военной безопасности и вооружённой защиты Буркина-Фасо.
Включают в себя органы управления, три вида войск: сухопутные силы, военно-воздушные силы и национальная жандармерия. Войска распределены на три военных района.

## История
28 сентября 1958 года Верхняя Вольта получила статус автономной республики в составе Французского сообщества, а 11 июня 1960 года было подписано соглашение с Францией, по которому 5 августа 1960 года была провозглашена независимость страны.
Началось создание вооружённых сил, основой которых стали вооружение, техника и бывшие военнослужащие французских колониальных войск.
1 — 4 января 1966 года в стране произошёл военный переворот, в результате которого главой государства и правительства стал подполковник С. Ламизана. В декабре 1966 года Высший совет вооружённых сил Верхней Вольты принял решение о сохранении власти в руках армии в течение четырёх лет.
В 1970 году вооружённые силы насчитывали около 2 тыс. человек, они комплектовались по призыву (продолжительность действительной военной службы составляла 18 месяцев) и состояли из сухопутных войск, ВВС и жандармерии.
- сухопутные войска насчитывали около 900 человек, состояли из отдельного пехотного батальона, разведывательного эскадрона, парашютной, инженерной рот и подразделений обслуживания[2].
- ВВС насчитывали около 100 человек и находились в стадии формирования[2].
- жандармерия насчитывала около 1 тыс. человек[2]

В 1974, 1980, 1982 и 1983 годах имели место ещё четыре военных переворота.
В 1980 году общая численность вооружённых сил страны составляла около 4 тыс. человек; кроме того, в государстве имелись другие вооружённые формирования общей численностью около 1 тыс. человек.
Вооружённые силы страны участвовали в Агашерской войне 1985 года, где они потерпели поражение. После этого президент Томас Санкара начал проводить реформы в вооружённых силах. Однако они не были завершены из-за очередного переворота и гибели Санкары в 1987 году.
В 2004 году вооружённые силы комплектовались по найму и насчитывали около 10 тыс. человек
- сухопутные войска насчитывали около 5,6 тыс. человек, 13 бронетранспортёров, 83 бронемашины, 14 полевых орудий, 4 РСЗО, также имелись миномёты, зенитные установки, стрелковое оружие и автомобильная техника[3].
- ВВС насчитывали около 200 человек и 5 боевых самолётов[3].
- жандармерия насчитывала около 4,2 тыс. человек[3]

3 декабря 2008 года правительство Буркина-Фасо подписало конвенцию о отказе использования кассетных боеприпасов (вступившую в действие с 1 августа 2010 года).
В 2009 году из ЮАР было получено шесть бронемашин «Gila».
3 июня 2013 года правительство Буркина-Фасо подписало Международный договор о торговле оружием (вступивший в силу после ратификации — в 2014 году).
Осенью 2014 года военнослужащие вооружённых сил совершили военный переворот, сделав временным президентом Мишеля Кафандо.
В сентябре 2015 года группа военных попыталась совершить военный переворот с целью смены правительства (после подавления мятежа подразделение президентской гвардии было расформировано). В 2022 году произошёл ещё один военный переворот.
В условиях нестабильной военно-политической обстановки и активизации деятельности экстремистских и террористических организаций в регионе правительство государства принято решение о увеличении военных расходов. В январе 2023 года был создан фонд патриотической поддержки для накопления денежных средств, 14 апреля 2023 было объявлено о намерении провести мобилизацию, 19 апреля 2023 года совет министров одобрил повышение налогов на алкоголь, табак и косметику (собранные дополнительные денежные средства должны перечислять в фонд патриотической поддержки и использовать на нужды вооружённых сил). 20 апреля 2023 года президент подписал указ о всеобщей мобилизации, в соответствии с которым разрешены экстраординарные меры (передача всей полноты власти военному командованию в районах проведения операций против террористических группировок; мобилизация населения в возрасте от 18 лет и создание из них отрядов ополчения; реквизиция автомашин и иного имущества для обеспечения деятельности войск по решению специальной комиссии министерства обороны страны и с выплатой денежной компенсации владельцам).
17 сентября 2023 был создан Альянс государств Сахеля.
Вооружённые силы принимают участие в миротворческих миссиях ООН (с апреля 2013 года в них участвовали более 2000 военнослужащих). Потери Буркино-Фасо во всех миротворческих операциях ООН с участием страны составили 48 человек погибшими.

## Современное состояние
По состоянию на начало 2022 года общая численность регулярных вооружённых сил составляла 11,2 тыс. человек, комплектование личным составом осуществлялось на добровольной основе.
- сухопутные войска насчитывали 6,4 тыс. человек (6 пехотных полков, 2 мотопехотных полка, воздушно-десантный полк и два отдельных батальона), 86 бронетранспортёров (13 Panhard M3, 12 Bastion APC, шесть «Gila», 31 «Пума-М26-15» и 24 «Stark Motors Storm»), 91 бронемашина (19 AML-60/АМL-90, два «Бастион», 24 ЕЕ-9, 30 «Феррет», 8 M8, 2 М20); свыше 16 орудий полевой артиллерии (в том числе, шесть 122-мм и восемь 105-мм буксируемых орудий); несколько безоткатных орудий (75-мм M20 и 84-мм «Карл Густав»), 9 РСЗО (пять 122-мм APR-40 и четыре 107-мм «тип 63»), более 27 миномётов (12 120-мм, 15 82-мм и несколько 81-мм), 42 зенитные установки (12 20-мм TCM-20 и 30 14,5-мм ЗПУ)[1]
- военно-воздушные силы насчитывали 600 человек, один самолёт-разведчик DA-42M, 9 транспортных самолётов (один AT-802, один Boeing-727 (VIP), два «Бич-200», один CN-235-220, один PA-34 и три «Тетрас»), пять учебных самолётов (два SF-260WL и три EMB-314), два боевых вертолёта Ми-35, четыре многоцелевых вертолёта (два Ми-17, один Ми-8 и один AW139) и два транспортных вертолёта (один AS.350 и один UH-1H)[1]
- жандармерия насчитывала 4,2 тыс. человек[1]

Общая численность иных военизированных формирований составляла 45,25 тыс. человек: рота обеспечения безопасности — 250 человек, народная милиция — 45 тыс. человек. Народная милиция — вспомогательный тип войск, её подразделения являются, по сути, ополчением, которые формируются в угрожающий период или во время боевых действий.

## Воинские звания
Являясь бывшей колонией Франции, Буркина-Фасо имеет структуру воинских званий, почти во всём аналогичную с Францией.
| Система воинских званий |                            |
| ----------------------- | -------------------------- |
| Сухопутные войска       | Военно-воздушные силы      |
| Генерал армии           | Генерал воздушной армии    |
| Генерал корпуса         | Генерал воздушного корпуса |
| Генерал дивизии         | Генерал воздушной дивизии  |
| Генерал бригады         | Генерал воздушной бригады  |
| Полковник-майор         | Полковник-майор            |
| Полковник               | Полковник                  |
| Подполковник            | Подполковник               |
| Командант               | Командант                  |
| Капитан                 | Капитан                    |
| Лейтенант               | Лейтенант                  |
| Младший лейтенант       | Младший лейтенант          |
| Подофицер               | Подофицер                  |
| Старший прапорщик       | Старший прапорщик          |
| Прапорщик               | Прапорщик                  |
| Старший сержант         | Старший сержант            |
| Сержант                 | Сержант                    |
| Старший капрал          | Старший капрал             |
| Капрал                  | Капрал                     |
| Рядовой 1 ранга         | Рядовой 1 ранга            |
| Рядовой 2 ранга         | Рядовой 2 ранга            |